# Frédéric Meyer de Stadelhofen
Frédéric Meyer de Stadelhofen, né à Genève, est un baryton et enseignant vaudois.

## Biographie
Frédéric Meyer de Stadelhofen étudie au conservatoire de musique de sa ville natale, auprès d'Éric Tappy, et obtient un diplôme de chant, un certificat d'études supérieures en chant grégorien, ainsi qu'un diplôme de maître de musique. Il quitte ensuite la ville du bout du lac pour Paris, où il se perfectionne auprès de Lorraine Nubar, puis part pour Bâle travailler sous la conduite de Kurt Widmer. Il achève sa formation par un premier prix de virtuosité obtenu au Conservatoire de Lausanne en 1992 dans la classe de Katharina Begert.
Frédéric Meyer de Stadelhofen est lauréat du Concours international de Lied et d'Oratorio de Clermont-Ferrand en 1992. Il se produit alors comme soliste, à l'opéra, où il participe notamment au Don Carlos de Verdi lors de la saison 1994-1995 du Stadttheater de Lucerne. Plus attiré par la dimension intime du Lied et de la Mélodie, il privilégie le récital. En Oratorio, il interprète notamment un rôle confié à la basse dans une production de l'Oratorio de Noël, pour soli, chœur et orchestre, en 1993, avec l'Orchestre de chambre de Lausanne sous la baguette de Michel Corboz. Il est également dirigé par Giorgio Bernasconi dans le cadre du festival Archipel de Genève, avec l’Ensemble baroque de Montauban, ainsi qu’avec l’ensemble vocal Musica Mediante de Clermont-Ferrand. Il participe régulièrement comme soliste à des concerts en Suisse et en France et effectue des tournées au Canada ainsi qu’en Tchéquie. Frédéric Meyer de Stadelhofen a en outre fait partie du Quatuor vocal Ex Auditu, et enregistré un oratorio profane, Nocturne pour la Saint-Jean d'été, de Carlo Hemmerling chez RF Records, en 1995.
Frédéric Meyer de Stadelhofen enseigne le chant depuis 1988, d'abord à l'École sociale de musique de Lausanne, et depuis 1992 au Conservatoire et à la Haute École de musique de Lausanne. Il a été enfin responsable de la formation voix à la Haute École de Théâtre de Suisse romande.

## Sources
- « Frédéric Meyer de Stadelhofen », sur la base de données des personnalités vaudoises sur la plateforme « Patrinum » de la Bibliothèque cantonale et universitaire de Lausanne.
- Hemmerling, Carlo, Nocturne pour la Saint-Jean d'été: oratorio profane pour solis, chœurs, voix d'enfants et orchestre, s.l., RF Records, 1995, cote BCUL: DCM 9345.